# Bersée
Bersée ist eine französische Gemeinde mit 2.289 Einwohnern (Stand 1. Januar 2022) im Département Nord in der Region Hauts-de-France. Sie gehört zum Arrondissement Lille und zum Kanton Templeuve-en-Pévèle.

## Geographie
Die Gemeinde Bersée liegt auf halbem Weg zwischen den Städten Lille und Douai. Nachbargemeinden von Bersée sind Cappelle-en-Pévèle im Nordosten, Auchy-lez-Orchies im Osten, Coutiches im Südosten, Faumont im Süden, Mons-en-Pévèle im Westen und Mérignies im Nordwesten.

## Bevölkerungsentwicklung
| Jahr      | 1962 | 1968 | 1975 | 1982 | 1990 | 1999 | 2007 | 2020 |
| Einwohner | 1526 | 1520 | 1570 | 1806 | 1989 | 2115 | 2222 | 2271 |

## Sehenswürdigkeiten
- Kirche Saint-Étienne (Turm als Monument historique)
- Schloss Bersée
- Schlossruine Argerie

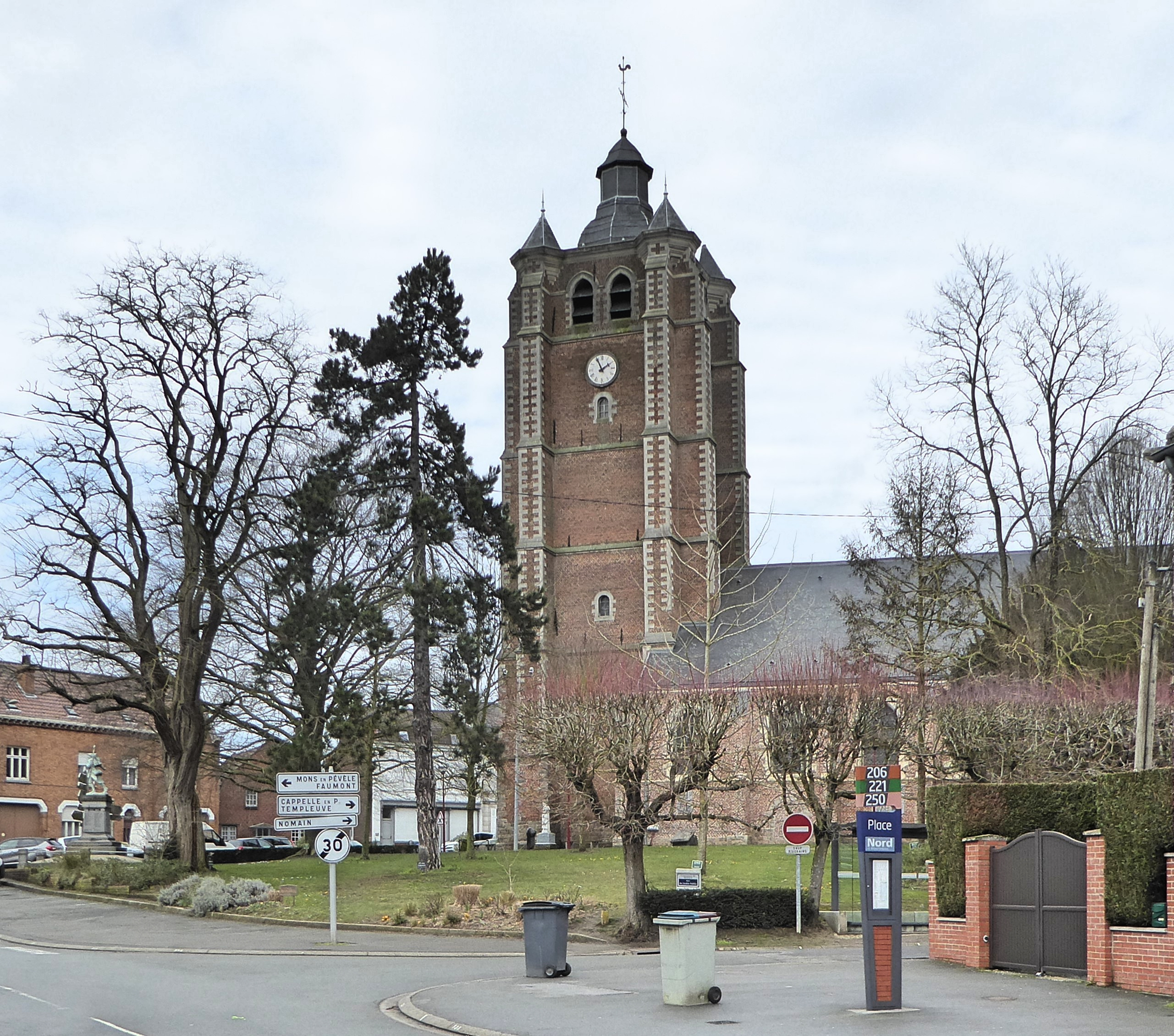
Kirche Saint-Étienne
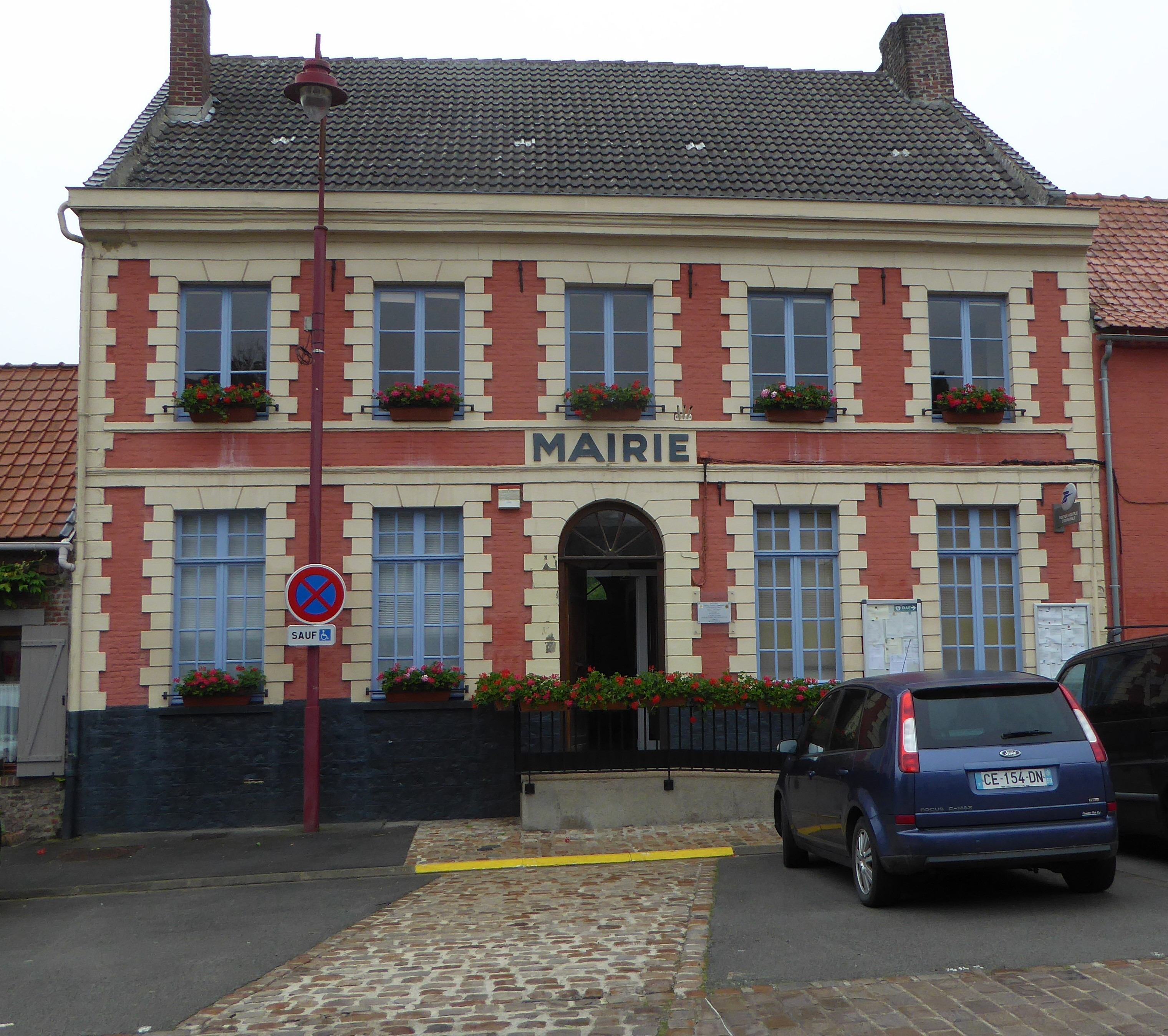
Rathaus (mairie)
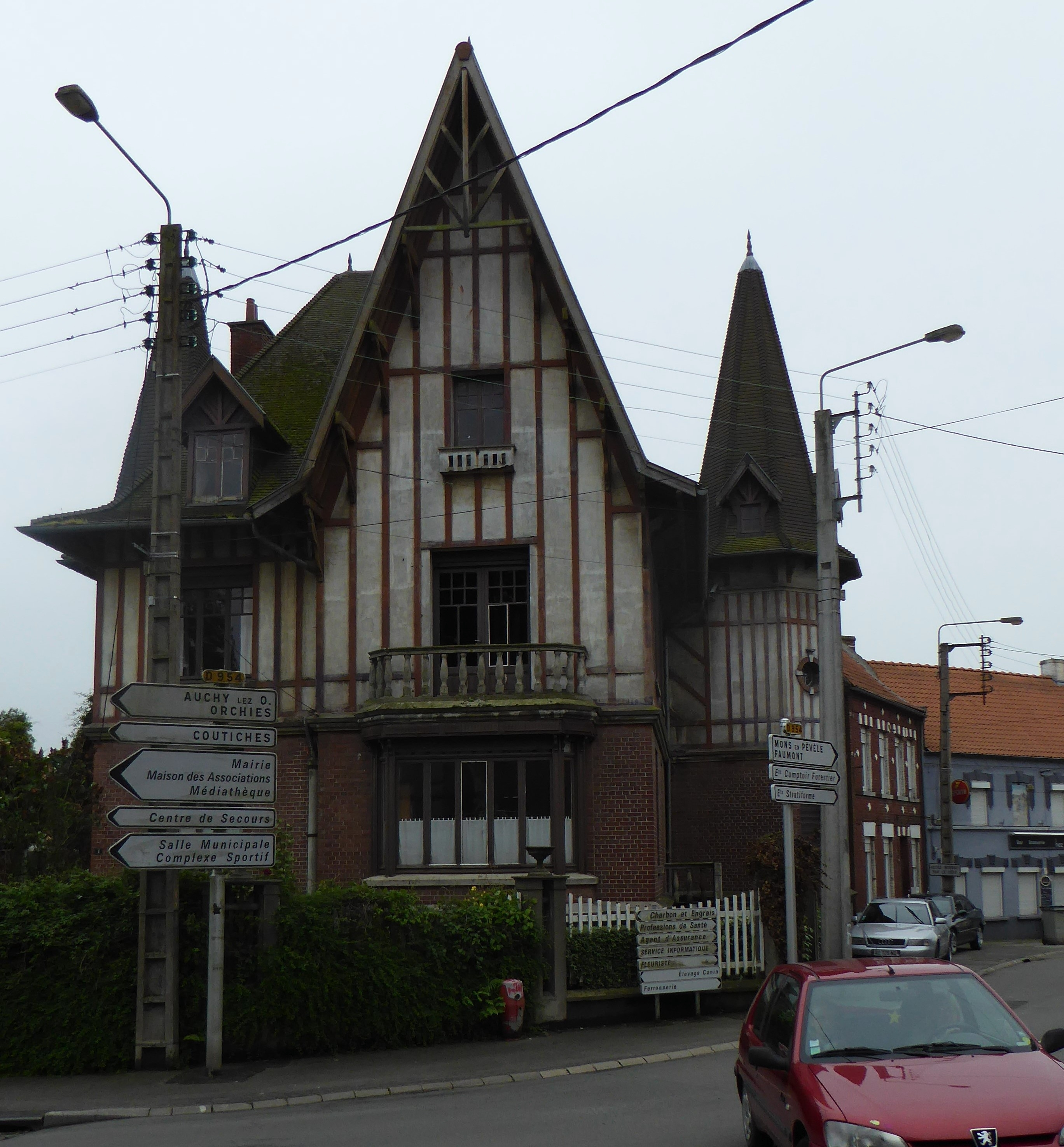
Fachwerkhaus in Bersée
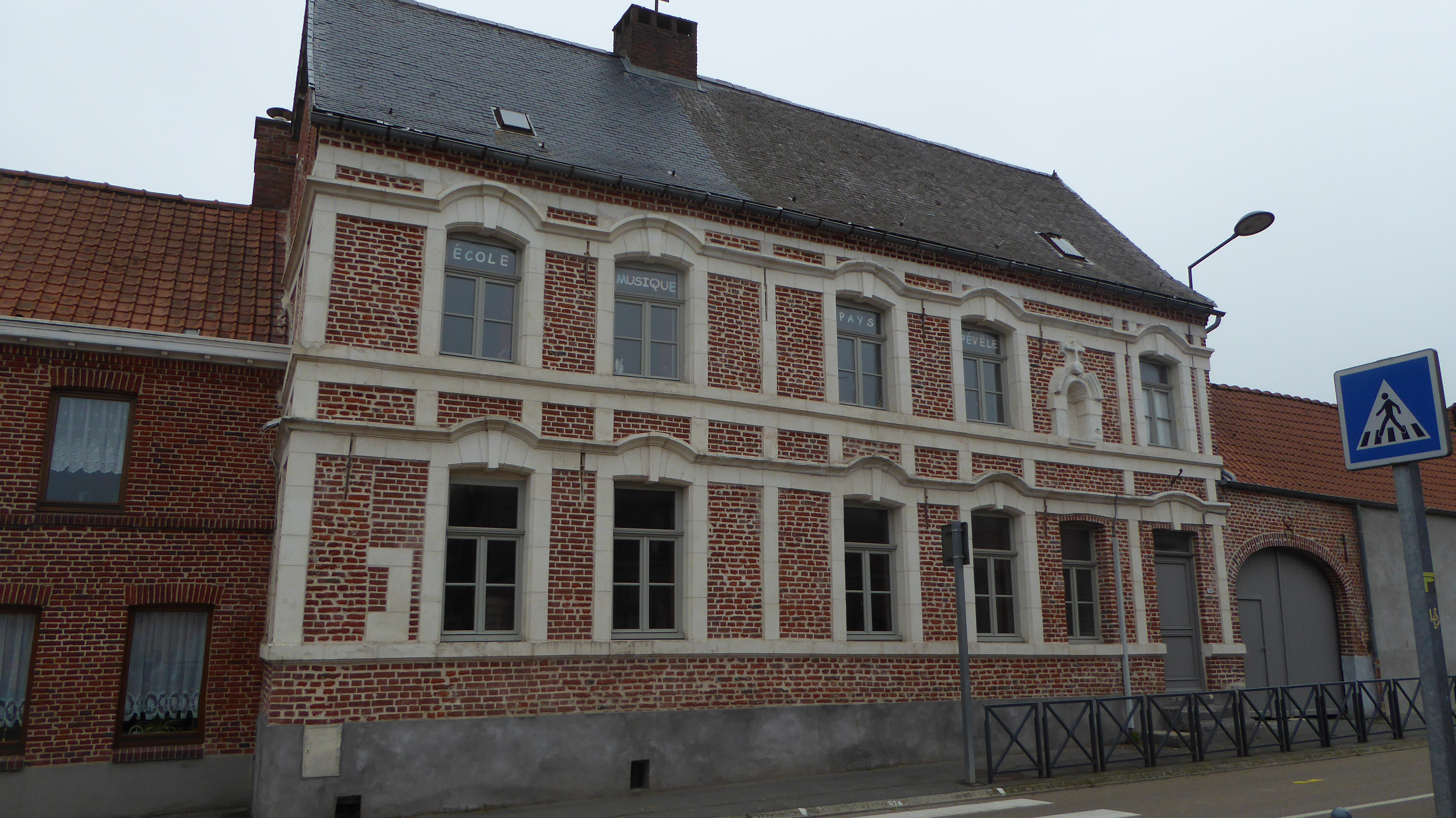
Musikschule
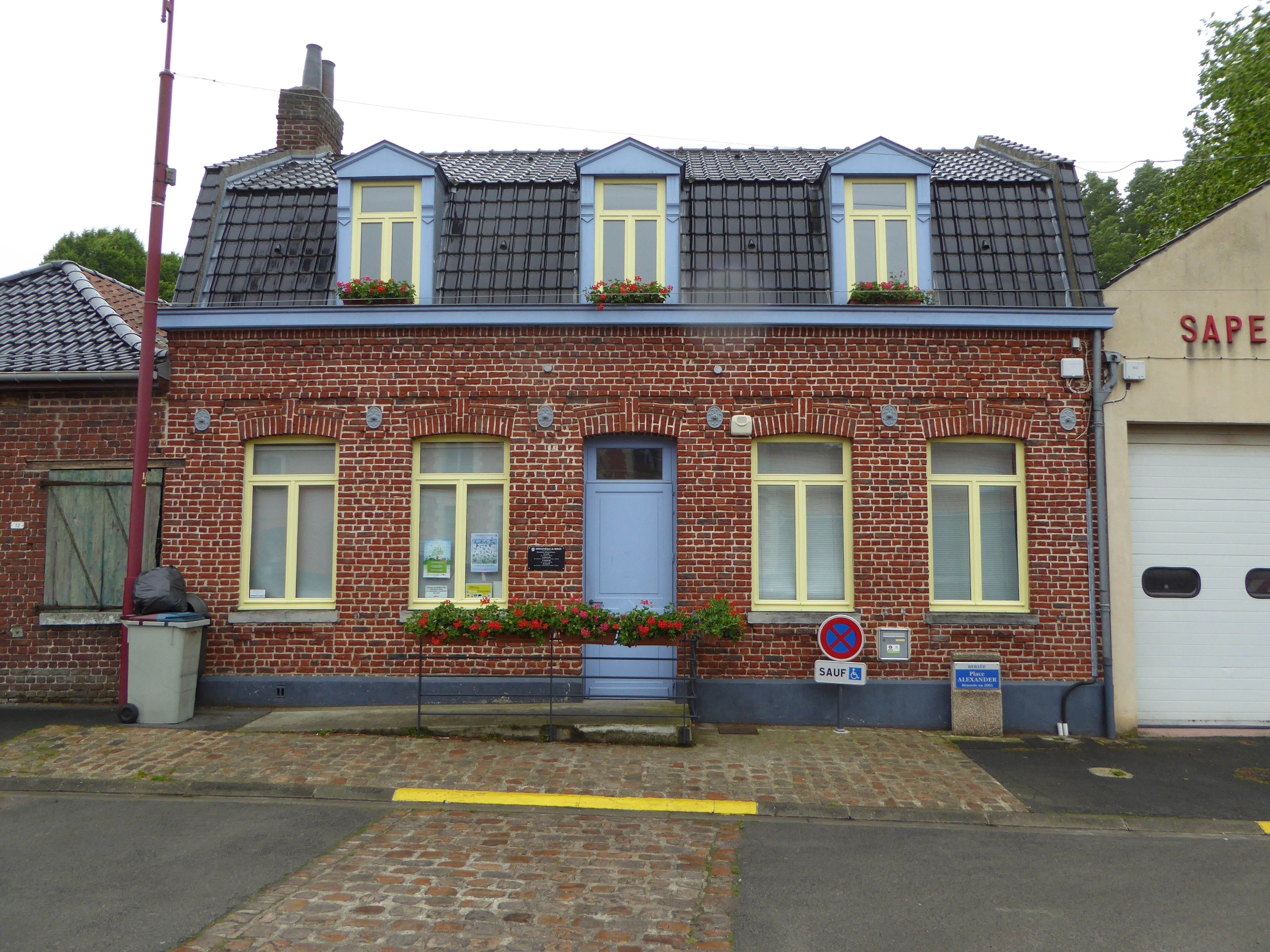
Mediathek